# ديف كوبل
ديف كوبل (بالإنجليزية: Dave Coble)‏ هو لاعب كرة قاعدة أمريكي، ولد في 24 ديسمبر 1912 في مونرو في الولايات المتحدة، وتوفي في 15 أكتوبر 1971 في أورلاندو في الولايات المتحدة.